# 斯塔佐纳
斯塔佐纳（義大利語：Stazzona），是意大利科莫省的一个市镇。总面积7平方公里，人口640人，人口密度91.4人/平方公里（2009年）。ISTAT代码为013218。